# Флавіо Саретта
Флавіо Саретта (порт. Flávio Saretta; нар. 28 червня 1980) — колишній бразильський тенісист.
Найвищу одиночну позицію світового рейтингу — 44 місце досяг 15 вересня 2003, парну — 78 місце — 26 липня 2004 року.
Здобув 1 парний титул.
Найвищим досягненням на турнірах Великого шолома був чвертьфінал в парному розряді.
Завершив кар'єру 2014 року.

## Титули (12)

### Одиночний розряд (7)
| Легенда                |
| Великий шлем (0)       |
| Tennis Masters Cup (0) |
| Серія Мастерс ATP (0)  |
| Тур ATP (0)            |
| Челлендери (7)         |

| Титули за покриттям |
| Тверде (4)          |
| Трава (0)           |
| Ґрунт (3)           |
| Килим (0)           |

| Ранг | Дата           | Турнір              | Покриття | Суперник у фіналі | Рахунок     |
| 1.   | 1 січня 2001   | Сан-Паулу, Бразилія | Тверде   | Гільєрмо Кор'я    | 7–6(7), 6–2 |
| 2.   | 4 вересня 2001 | Куритиба, Бразилія  | Ґрунт    | Луїс Орна         | 7–6(3), 6–1 |
| 3.   | 15 квітня 2002 | Бермудські Острови  | Ґрунт    | Вінс Спейдія      | 6–3, 7–5    |
| 4.   | 30 грудня 2002 | Сан-Паулу, Бразилія | Тверде   | Андрес Дельяторре | 7–6(5), 6–3 |
| 5.   | 14 квітня 2003 | Бермудські Острови  | Ґрунт    | Ніколас Массу     | 6–1, 6–4    |
| 6.   | 8 серпня 2005  | Грамаду, Бразилія   | Тверде   | Якоб Адактуссон   | 6–1, 6–3    |
| 7.   | 2 січня 2006   | Сан-Паулу, Бразилія | Тверде   | Тьяго Алвес       | 7–6(2), 6–3 |

### Парний розряд (5)
| Легенда                |
| Великий шлем (0)       |
| Tennis Masters Cup (0) |
| Серія Мастерс ATP (0)  |
| Тур ATP (1)            |
| Челлендери (4)         |

| Титули за покриттям |
| Тверде (1)          |
| Трава (0)           |
| Ґрунт (4)           |
| Килим (0)           |

| Ранг | Дата              | Турнір                                          | Покриття | Партнер         | Суперники у фіналі                          | Рахунок          |
| 1.   | 2 вересня 2001    | Campinas, Бразилія                              | Ґрунт    | Едгардо Масса   | Адріану Феррейра Антоніо Пріето             | 1–6, 7–6(5), 6–4 |
| 2.   | 19 липня 2004     | Відкритий чемпіонат Хорватії з тенісу, Хорватія | Ґрунт    | Хосе Акасусо    | Ярослав Левинський Давід Шкох               | 4–6, 6–2, 6–4    |
| 3.   | 8 січня 2006      | Сан-Паулу, Бразилія                             | Тверде   | Тьяго Алвес     | Лукас Енжіл Андре Гем                       | 7–6(10), 6–3     |
| 4.   | 12 листопада 2006 | Буенос-Айрес, Аргентина                         | Ґрунт    | Андре Гем       | Томас Беренд Марсель Гранольєрс             | 6–1, 6–4         |
| 5.   | 19 жовтня 2008    | Монтевідео, Уругвай                             | Ґрунт    | Франко Феррейро | Даніель Хімено-Травер Рубен Рамірес Ідальго | 6–3, 6–2         |

## Поразка (14)

### Одиночний розряд (6)
| Легенда                |
| Великий шлем (0)       |
| Tennis Masters Cup (0) |
| Серія Мастерс ATP (0)  |
| Тур ATP (0)            |
| Челлендери (6)         |

| Фінали за покриттям |
| Тверде (1)          |
| Трава (0)           |
| Ґрунт (5)           |
| Килим (0)           |

| Ранг | Дата              | Турнір                  | Покриття | Суперник у фіналі | Рахунок             |
| 1.   | 30 липня 2001     | Белу-Оризонті, Бразилія | Тверде   | Ерік Тайно        | 5–7, 6–1, 6–2       |
| 2.   | 4 квітня 2005     | Мехіко, Мексика         | Ґрунт    | Флоран Серра      | 6–1, 6–4            |
| 3.   | 6 червня 2005     | Лугано, Швейцарія       | Ґрунт    | Альберт Монтаньєс | 7–5, 6–7(4), 7–6(5) |
| 4.   | 7 листопада 2005  | Гуаякіль, Еквадор       | Ґрунт    | Маркуш Даніел     | 6–2, 1–6, 6–0       |
| 5.   | 13 листопада 2006 | Асунсьйон, Парагвай     | Ґрунт    | Гільєрмо Каньяс   | 6–4, 6–1            |
| 6.   | 12 березня 2007   | Богота, Колумбія        | Ґрунт    | Сантьяго Хіральдо | 7–6(4), 6–2         |

### Парний розряд (8)
| Легенда                |
| Великий шлем (0)       |
| Tennis Masters Cup (0) |
| Серія Мастерс ATP (0)  |
| Тур ATP (0)            |
| Челлендери (8)         |

| Фінали за покриттям |
| Тверде (2)          |
| Трава (0)           |
| Ґрунт (6)           |
| Килим (0)           |

| Ранг | Дата            | Турнір                         | Покриття | Партнер             | Суперники у фіналі                | Рахунок             |
| 1.   | 9 жовтня 2000   | Гвадалахара (Мексика), Мексика | Ґрунт    | Фернандо Мелігені   | Г'юго Армандо Александер Васке    | 7–6(4), 4–6, 7–6(7) |
| 2.   | 1 січня 2001    | Сан-Паулу, Бразилія            | Тверде   | Седрік Кауфманн     | Ноам Окун Андре Са                | 6–4, 1–6, 6–4       |
| 3.   | 12 березня 2001 | Салінас, Еквадор               | Тверде   | Даніел Мело         | Луїс Орна Давід Налбандян         | 6–4, 0–6, 6–1       |
| 4.   | 9 липня 2001    | Кампінас, Бразилія             | Ґрунт    | Хосе де Армас       | Едгардо Масса Леонардо Ольгін     | 6–7(6), 6–2, 7–5    |
| 5.   | 4 квітня 2005   | Мехіко, Мексика                | Ґрунт    | Маркуш Даніел       | Лукаш Длоуги Павел Шнобел         | 5–7, 6–4, 6–3       |
| 6.   | 3 липня 2007    | Турин, Італія                  | Ґрунт    | Пабло Андухар       | Пабло Куевас Орасіо Себальйос     | 6–3, 6–1            |
| 7.   | 8 вересня 2008  | Севілья, Іспанія               | Ґрунт    | Рожеріу Дутра Сілва | Давід Марреро Пабло Сантос        | 2–6, 6–2, [10–8]    |
| 8.   | 9 березня 2009  | Сантьяго                       | Ґрунт    | Рожеріу Дутра Сілва | Себастьян Прієто Орасіо Себальйос | 7–6(2), 6–2         |